# Epposteen

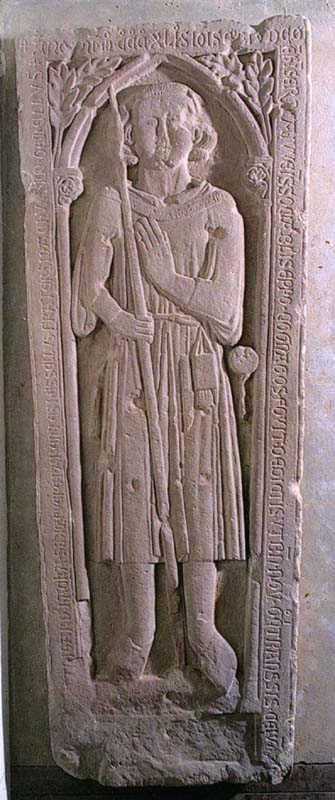
De Epposteen. Afbeelding: Fries Museum, Leeuwarden; Collectie Het Koninklijk Fries Genootschap.

De Epposteen van Rinsumageest is een deksel van een grafkist of sarcofaag uit 1341. Het is een van de weinig bewaarde grafstenen uit de 14e eeuw in het noordelijk kustgebied. "Het is een voor Frisia unieke inbouw van een crypte in de kerk van Rinsumageest." De steen maakt deel uit van de collectie in het Fries Museum.

## De steen
De deksel is vervaardigd van roodbont zandsteen. De afmetingen zijn 217 × 85 × 11 centimeter en ze weegt 500 kilo. Vermoedelijk is de zeer fijn gebeitelde steen ter plaatse vervaardigd door Friese beeldhouwers, dat kan men opmaken uit het feit dat de afgebeelde jongeman een typische Friese polsstok in zijn rechterhand heeft. Aan de gordel van Eppo hangt een mes, misschien een wastafeltje (notitie-boekje) en een beurs (geldbuidel). Oorspronkelijk komt de grafdeksel uit de Alexanderkerk van Rinsumageest.

## Achtergrond
De afgebeelde jongeman is Eppo, de zoon van Thitard (moderner: Tjaard/Tjeerd) en Hacka. Uit het grafschrift op de steen is op te maken dat Eppo een broer Hessel en een broer Sidach (moderner: Syds/Sietse) genaamd Sicco had, die zijn tweelingbroer was. De ouders Thitard en Hacka waren al overleden bij het overlijden op 28 oktober 1341 van Eppo. Thitard en Hacka waren zeer waarschijnlijk de stamouders van de Juwsma's, Tjaerda's en de Tjaerda's van Starkenborgh van Rinsumageest.
Een mogelijke voorvader van Thitard (*? - voor 1341) is Thitardi, die leefde in 1224, genoemd in de Kroniek van Wittewierum "castellum Thitardi", in de omgeving van Dokkum, waarvan wordt vermoed dat dit de oorspronkelijke basis is van de Tjaerda stins te Rinsumageest.

## Trivia
In 1224 heeft Thitardi van "castellum Thitardi" het hoofd van Elte van Middelstum doorkliefd, die samen met Olivier van Keulen op de terugweg was van een missie in Midden-Frisia om de bevolking enthousiast te maken voor een Kruistocht. Mogelijk was het de bedoeling van Thitard om Olivier "nader aan te spreken" wegens een vonnis die deze had gedaan in een vete tussen hem en een zekere Wigger.